# Franz Rueb
Franz Rueb (* 15. Oktober 1933 in Zürich; † 22. Juni 2021 ebenda) war ein Schweizer Journalist, Dramaturg, Buchautor und Politiker.

## Leben
Die Kindheit verbrachte Franz Rueb in Kinderheimen. Er absolvierte eine Ausbildung zum Typografen, arbeitete als Deutschkorrektor in der französischen Schweiz und in Frankreich bei verschiedenen Bauern, Landwirten und Weinproduzenten. Er schrieb dann als freier Mitarbeiter Texte für Zeitungen, wurde nach ein paar Jahren Redaktor beim Vorwärts, einem kommunistischen schweizerischen Parteiblatt. Er galt von 1967 bis 1969 als Galionsfigur in der 68er-Bewegung in Zürich und sass gleichzeitig für die Partei der Arbeit im Zürcher Kantonsrat. 1969 wurde Rueb aus der Partei der Arbeit ausgeschlossen.
1970 ging er mit Peter Stein als Dramaturg für vier Jahre an die Westberliner Schaubühne am Halleschen Ufer. Die DDR erließ gegen ihn ein Einreiseverbot. Zurück in der Schweiz, liess er sich zunächst auf einem Bauernhof ausserhalb Zürichs nieder, wurde Vater eines Sohnes (Theaterregisseur Gustav Rueb) und arbeitete als freier Publizist. Er schrieb kulturgeschichtliche Aufsätze für Zeitungen und Zeitschriften, vornehmlich zur Frühen Neuzeit, also zum 16. und 17. Jahrhundert.
Sein erstes Buch war ein Verlagsauftrag: eine Biographie über den Schweizer Kabarettisten und Volksschauspieler Alfred Rasser. Danach schrieb er ein Buch und ein Hörspiel über den deutschen Humanisten Ulrich von Hutten und kuratierte eine entsprechende Ausstellung in Zürich, dann in Böblingen. Das brachte Rueb den Auftrag ein, in Stuttgart eine Ausstellung über die Geschichte des Landes Baden-Württemberg zu kuratieren, die 1991/1992 vom Kultusministerium Baden-Württembergs und vom Haus der Geschichte in Stuttgart organisiert und verantwortet wurde. Das nächste Thema, das ihn beschäftigte war Paracelsus, der Wunderdoktor des 16. Jahrhunderts. Er schrieb eine umfangreiche Monographie über Paracelsus und verfasste über ihn Aufsätze und Artikel, ein Hörspiel und ein Radio-Feature.
In den 1990er Jahren beschäftigte sich Rueb mit der Geschichte der Hexenverfolgung. Daraus entstand 1996 das Buch Hexenbrände, ferner 1997 Hexenflug und Teufelsritt. Im Jahr 2005 folgte Ausmisten, ein historischer Roman zum letzten Zürcher Hexenprozess 1701.
Im August 2009 erschien das autobiographische Buch Rübezahl spielte links aussen. Darin verarbeitet und erzählt Rueb seine Kindheit in Heimen und seine politische Rolle in der 68er-Bewegung. 2016 veröffentlichte Rueb eine Biographie des Zürcher Reformators Zwingli.

## Werke
- Alfred Rasser. Eine Monographie. Verlagsgenossenschaft, Zürich 1975.
- Ulrich von Hutten. Ein radikaler Intellektueller im 16. Jahrhundert. Wagenbach, Berlin 1981, ISBN 3-8031-2076-4.
- Der Schwarze Panther. Eine wahre Geschichte. Mit Zeichnungen von Cornelia Ziegler. SJW, Zürich 1982 (= SJW, Band 1708).
- Der hinkende Schmiedgott Vulkan. Ulrich von Hutten 1488–1523. Ammann, Zürich 1988, ISBN 3-250-10104-4.
- Mythos Paracelsus. Quintessenz, Berlin 1994, ISBN 3-86128-276-3.
- Hexenbrände. Die Schweizergeschichte des Teufelswahns. Weltwoche-ABC, Zürich 1994, ISBN 3-85504-158-X.
- Hexenflug und Teufelsritt. Hexen-Bilder aus vier Jahrhunderten. Innaron, Zürich 1997, ISBN 3-9520850-7-3.
- Leonard Steckel – Schauspieler und Regisseur. Innaron, Zürich 1998, ISBN 3-906527-04-2.
- 48 Variationen über Bach. Reclam, Leipzig 2000, ISBN 3-379-01695-0 (= RUB, Band 1695).
- Ausmisten. Ein Roman zur Hexenverfolgung. Edition 8, Zürich 2005, ISBN 978-3-85990-086-8.
- Rübezahl spielte links aussen. Erinnerungen eines Politischen. Edition 8, Zürich 2009, ISBN 978-3-85990-150-6.
- Zwingli. Widerständiger Geist mit politischem Instinkt. Hier und Jetzt, Baden 2016, ISBN 978-3-03919-391-2.[8][9][10]